# Rikako Kobayashi
Rikako Kobayashi (født 21. juli 1997) er en japansk fodboldspiller. Hun er medlem af Japans kvindefodboldlandshold.

## Landsholdskarriere
Den 27. februar 2019 fik hun debut på det japanske landshold, i en kamp mod USA. Hun har spillet 12 landskampe for Japan.